# Radio Amateurs of Lebanon
Radio Amateurs of Lebanon (RAL), deutsch „Funkamateure des Libanon“, ist der libanesische nationale Amateurfunkverband.

## Geschichte
Der Verband wurde 1952 gegründet und ist eine nicht gewinnorientierte Vereinigung von Funkamateuren. Zweck ist, das Interesse an der Funktechnik und der Funkkommunikation zu fördern und zu unterstützen. Darüber hinaus dient er der Notfallkommunikation im Fall von Naturkatastrophen oder anderen Unglücken. Er ist dem Gemeinwohl verpflichtet und hilft seinen Mitgliedern durch technische Beratung und Zurverfügungstellung behördlicher Informationen. Darüber hinaus bietet er einen QSL-Kartendienst, organisiert Amateurfunkwettbewerbe und gibt Amateurfunkdiplome aus. Die Mitarbeit beim Verband erfolgt auf freiwilliger Basis und stets ehrenamtlich.
Der Verband ist Mitglied der International Amateur Radio Union (IARU Region 1), der internationalen Vereinigung von Amateurfunkverbänden. Er vertritt dort die Interessen der Funkamateure des Landes.